# Gabarret
 Gabarret  (en occitano Gavarret) es una población y comuna francesa, situada en la región de Aquitania, departamento de Landas, en el distrito de Mont-de-Marsan y cantón de Gabarret.

## Demografía
| 1330 | 1463 | 1403 | 1381 | 1335 | 1296 |
| Para los censos de 1962 a 1999 la población legal corresponde a la población sin duplicidades (Fuente: INSEE [Consultar]) |      |      |      |      |      |

## Lugares de interés
- La intersección del paralelo 44 Norte y del meridiano de Greenwich se encuentra en territorio de la comuna .

## Ciudades hermanadas
- Quintanar de la Sierra, provincia de Burgos (Castilla y León)  España